# 태풍 풍웡 (2014년)
태풍 풍웡 (FUNG-WONG) 은 2014년 9월 18일부터 9월 24일까지 활동했고 최저기압 985 hPa를 기록했던 2014년의 제16호 태풍이다. 필리핀과 대만, 중국에 영향을 주었다. 이름인 풍웡은 홍콩에서 제출하였으며 봉황(鳳凰)을 의미한다.

## 개요
제16호 태풍 풍웡은 9월 18일 오전 3시에 중심기압 1000hPa, 최대풍속 18m/s, 강풍 반경 330km, 크기 '중형'의 열대폭풍으로 필리핀 마닐라 동남동쪽 약 910km 부근 해상에서 발생하였다.(일본 기상청 태풍정보 기준) 발생 이후 서~서북서진하면서 발달했고, 9월 19일에 필리핀 북부 지방을 중심기압 985hPa, 최대풍속 23m/s의 세력(일본 기상청 기준)으로 관통했다. 남중국해로 진출 뒤 북북서진하면서 발달했고, 9월 20일 오전 3시에 대만 타이베이 남남서쪽 약 730km 부근 해상에서 중심기압 980hPa, 최대풍속 25m/s, 강풍 반경 390km의 세력 '중', 크기 '중형'(일본 기상청 태풍정보 기준)의 강한 열대폭풍으로 최성기를 맞이하였다. 최성기 이후 북~북북동진하면서 9월 21일에 대만을 중심기압 990hPa, 최대풍속 23m/s의 세력(일본 기상청 기준)으로 스치고 지나갔다. 동중국해로 진출한 이후 중국 대륙을 향해 북~북북동진했고, 9월 23일 새벽에 중국 저장성 닝보시 부근 해안에 중심기압 992hPa, 최대풍속 18m/s의 세력(일본 기상청 기준)으로 상륙했다. 중국 저장성 상륙 이후 항저우만으로 진출한 뒤 9월 23일 12시에 중국 상하이 부근 해안에 중심기압 998hPa, 최대풍속 18m/s의 세력(일본 기상청 기준)으로 재상륙했다. 중국 상하이 상륙 이후 북북동진하면서 서해상으로 진출했고, 한국 기상청 기준으로는 9월 23일 오후 6시에 중국 상하이 북동쪽 약 110km 부근 해상에서 중심기압 998hPa의 열대저압부로 소멸하였다. 일본 기상청 기준으로는 중국 대륙 상륙 직전부터 온대저기압화가 서서히 진행되어서 9월 24일 오전 9시에 제주도 서귀포시 남서쪽 약 140km 부근 해상에서 중심기압 1002hPa의 온대저기압으로 변질되었다.

## 같이 보기
- 2014년 태풍